# Mileta Rajović
Mileta Rajović (ur. 17 lipca 1999 w Ballerup) – duński piłkarz czarnogórskiego pochodzenia, występujący na pozycji środkowego napastnika w polskim klubie Legia Warszawa.